# Cheylesmore
Cheylesmore är en förort till Coventry, West Midlands, England. Det är den största av Coventrys förorter och gränsar till förorterna Whitley och Stivichall i söder och i norr sträcker den sig mot Coventrys centrala delar, där den också har en gräns mot stadsdelen Earlsdon.

## Motorföretag på orten

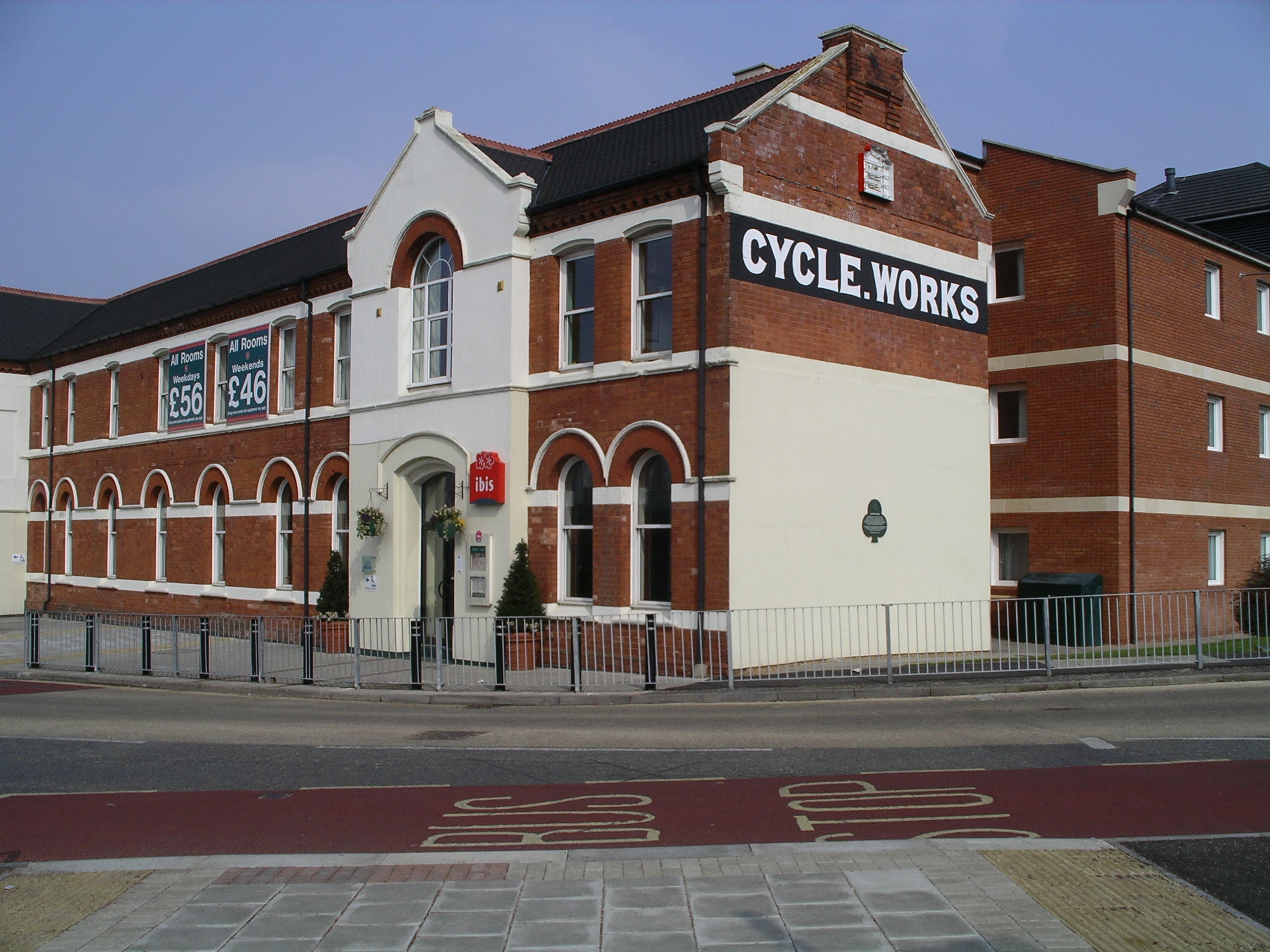
Ibis hotel och Quinton Works

Cheylesmore har ett rykte om sig om att vara en stad med flera bil- och motorföretag. Särskilt Quinton Road och området omkring Mile Lane har haft en sådan historia, med företag såsom Rolls Royce, Armstrong Siddeley, Coventry Climax och the Swift Motor Company. Quinton Works, ursprungligen uppfört 1890 som en cykelfabrik, i korsningen mellan Mile Lane och Quinton Road, togs över av Swift Motor Company år 1905. Under Första Världskriget bidrog fabriken till Englands krigsindustri genom att bland annat producera militärcyklar och flygmotorer (Renault).